# Paludi
Paludi község (comune) Olaszország Calabria régiójában, Cosenza megyében.

## Fekvése
A megye keleti részén fekszik. Határai: Cropalati, Longobucco és Rossano.

## Története
A 14-15. században alapították. A 19. század elején, amikor a Nápolyi Királyságban felszámolták a feudalizmust Rossano része lett, majd hamarosan elnyerte önállóságát.

## Népessége
A népesség számának alakulása:

## Főbb látnivalói
- San Clemente-templom
- Madonna del Soccorso-templom
- Sant’Antonio-templom